# Lumbricillus minimus
Lumbricillus minimus is een ringworm uit de familie van de Enchytraeidae. De wetenschappelijke naam van de soort is voor het eerst geldig gepubliceerd in 1929 door Cernosvitov.